# Néopentyl glycol
Pour les articles homonymes, voir IPA.
Le néopentylglycol est un composé organique dont la formule brute est C5H12O2. Il est souvent employé dans la synthèse de polyesters, de peintures, de lubrifiants et de plastifiants. Lorsqu'il intervient dans la fabrication de polyesters, il améliore la stabilité du produit par rapport à la chaleur, à la lumière et à l'eau. Par une réaction d'estérification avec des acides gras ou des acides carboxyliques, on peut produire des esters lubrifiants synthétiques plus résistants que les esters naturels par rapport aux risques d'oxydation et d'hydrolyse.

## Réactions
Le néopentylglycol est synthétisé industriellement par la réaction d'aldolisation du formaldéhyde et de l'isobutyraldéhyde. Cela produit un intermédiaire hydroxypivaldéhyde (en), qui peut être converti en néopentylglycol, soit par la réaction de Cannizzaro avec un excès de formaldéhyde, soit par hydrogénation du palladium sur carbone.
Le néopentylglycol est aussi un groupe protecteur des cétones, par exemple dans la synthèse du gestodène.
Le CGP-7930 (en) est obtenu par la réaction de condensation du néopentyl glycol et du 2,6-di-tert-butylphénol.
Les esters organoborés du néopentylglycol sont utiles pour les réactions de Suzuki.

## Recherches
Il a été rapporté que les cristaux plastiques (en) de néopentylglycol présentent un effet barocalorique colossal (CBCE), qui est un effet de refroidissement causé par des transitions de phase induites par la pression. Le changement d'entropie qui en résulte est d'environ 389 J/K près de la température ambiante. Ce phénomène CBCE peut être très utile dans les futures technologies de refroidissement à l'état solide.